# Holorusia nampoina
Holorusia nampoina är en tvåvingeart som först beskrevs av Alexander 1963.  Holorusia nampoina ingår i släktet Holorusia och familjen storharkrankar.
Artens utbredningsområde är Madagaskar. Inga underarter finns listade i Catalogue of Life.